# Michel Manoll
Michel Manoll, né en 1911 à Plessé (Loire-Atlantique) et mort le 15 octobre 1984 à Paris, est un poète et écrivain français.

## Biographie
Michel Manoll occupe une place de tout premier plan dans l’univers des Lettres. L’originalité de son art poétique réside dans une exaltation de l’humain porté aux plus hautes notes d’un lyrisme très personnel, sous-tendu par une certaine mystique de la beauté. La stance manollienne, généralement d’un ample mouvement, se déroule harmonieusement, formant un tout où s’épousent intimement le fond et la forme. C’est en esthète, doté d’une fine culture, que Michel Manoll a accompli son œuvre et s’est généreusement intéressé à celle de ses pairs.
Originaire de la région de Nantes, il fut très tôt marqué par la disparition de son père dans l’enfer de Verdun. C’est à Alençon qu’il fera ses études et rencontrera Thérèse Tulasne qui deviendra son épouse. Il partage son élan vers la poésie avec un condisciple qui porte nom Adrian Miatlev. Il entre en contact avec Saint-Pol-Roux, Pierre Reverdy et Max Jacob et entretient avec eux de fructueux et déterminants échanges. Fin 1935, après son mariage à Solesmes, Michel Manoll ouvre une librairie de livres anciens à Nantes, Place Bretagne. C’est au printemps 1936 qu’un tout jeune visiteur, qui n’est autre que René Guy Cadou, franchit le seuil de la librairie. Michel deviendra son mentor en poésie. Après cette expérience au cours de laquelle une revue éphémère Le Pain blanc voit le jour, Michel Manoll et son épouse vont exercer le métier d’enseignants au collège Notre-Dame à Saint-Calais, dans la Sarthe. Michel est professeur de lettres, Thérèse enseigne le dessin et la musique.
En février 1941, sous l’égide de Jean Bouhier et du peintre Pierre Penon, est fondée la désormais célèbre École de Rochefort, à Rochefort-sur-Loire. Elle accueille les ‘compagnons de la première heure’ qui sont : Marcel Béalu, Luc Bérimont, René Guy Cadou, Michel Manoll et Jean Rousselot. On connait le rayonnement de ce mouvement qui a donné naissance aux Cahiers de L’École de Rochefort, et qui perdurera jusqu’en décembre 1944. La paix revenue, Michel Manoll va tenter l’aventure de la Capitale. Il devient journaliste avant d’entrer à L’ORTF, en 1948, sous la houlette de Pierre Emmanuel et de Paul Gilson. Il entame alors une longue et riche carrière de Producteur à la Radio. Outre les nombreuses adaptations d’œuvres diverses, on lui doit une série de grands entretiens avec, notamment, Blaise Cendrars, Paul Fort, Francis Carco, Pierre-Jean Jouve, Alexandra David-Néel, Albert t'Serstevens, Marie Noël.
L’œuvre écrite de Manoll est abondante, tant dans le domaine de la poésie (plus de vingt titres) que dans celui de l’essai et des ouvrages pour la jeunesse. On retiendra sur le poète ce jugement de Pierre Reverdy : « Je vous suis depuis que vous êtes apparu, et je vous ai connu avant même que vous ayez la moindre idée de ce que vous étiez capable de faire. Et je vois toute la distance parcourue, l’étoffe qu’a prise votre personnalité, l’étiage de votre valeur. Vous le devez à la géhenne. C’est là que vous recevez votre trempe, et c’est cela qui donne à votre voix ce timbre, cet accent qu’elle n’aurait jamais eus si vous aviez trouvé, devant vous, le chemin ouvert et facile ; c’est cela aussi qui fait de vous le meilleur, le plus fort, le plus profond des poètes de votre bord. Vous savez, rien ne vaut d’être écrit d’une main non jaillie d’une source de sang. »[réf. nécessaire] 

## Œuvres

### Poésie
- 1936 - À perdre cœur (Sagesse)
- 1937 - La Première Chance (La Hune)
- 1941 - L'Air du large (Cahiers de Rochefort)
- 1944 - Gouttes d'ombre (Robert Laffont)
- 1945 - Astrolabe (Les Amis de Rochefort)
- 1947 - Le modèle nu ; avec des dessins de Roger Toulouse (Les Bibliophiles alésiens)
- 1949 - À l'invisible feu (Les Bibliophiles alésiens)
- 1952 - Louisfert-en-poésie (Les Amis de Rochefort)
- 1953 - Oratorio-Cantate-"Les Cinq Plaies"-poèmes de Michel Manoll, musique d'Elsa Barraine-Concertau théâtre des Champs Élysées.
- 1953 - Thérèse ou la solitude dans la ville (Seghers)
- 1956 - En ce lieu solitaire (La Tour de feu)
- 1958 - Le vent des abîmes (Revue Source - illustré par Guy Bigot)
- 1962 - Souviens-toi de l'avenir (Jean Germain, prix René Laporte)
- 1968 - Incarnada (Seghers)
- 1980 - Un été andalou (Rougerie)
- 1986 - Le voyageur de l'aurore (Granit)
- 1988 - Rhapsodies des quatre saisons (Rougerie)
- 1989 - Si transparente était la source (La Bartavelle)
- 1990 - Une fenêtre sur le monde (Les Cahiers de Garlaban)
- 1991 - L'espace est ma demeure (Rougerie-Poésie Présente)
- 1992 - Louisfert-en-poésie (Réédition-Maison de Poésie)
- 1994 - Solaire solitude (Les Cahiers de Garlaban)
- 2002 - Si proche du silence (Cahiers bleus)

### Œuvres pour la jeunesse
- 1961 - Saint-Exupéry-prince des pilotes (éd. G.P.)
- 1971 - Grand prix de littérature pour -la jeunesse-
- 1961 - Le Vrai visage de Sissi (éd. G.P.)
- 1961 - Adieu Sissi (éd. G.P.)

### Légende
- 1980 - Tristan et Yseult (ed. G.p. 1959-1963) (Jean Picollec)

### Essais
- 1942 - Armes et bagages (Les Amis de Rochefort)
- 1945 - Introduction à la poésie d'aujourd'hui (P. Fanlac)
- 1951 - Pierre Reverdy par J. Rousselot et Michel Manoll (Seghers, coll. "Poètes d'aujourd'hui")
- 1952 - René Guy Cadou (Seghers, coll. "Poètes d'aujourd'hui") édition complète-1969-
- 1957 - La Vie passionnée de Charles Baudelaire (Intercontinentale)
- 1957 - Franz Hellens (Henneuse-Les écrivains réunis)
- 1962 - Marie Noël (Éditions universitaires)
- 1993 - Sur le chemin de Marie Noël (Librairie bleue)

### Traductions
- 1946 - Le Cœur consumé par Francis Askam traduit de l'anglais par Michel Manoll (éd. Laffont)
- 1947 - Le temps nous accompagne par J. Guirard traduit de l'anglais par Michel Manoll (éd. Laffont)
- 1955 - Le Vertige de minuit par Egon Hostovsky traduit de l'anglais par Michel Manoll (éd. Laffont)

### À propos de Michel Manoll
- 1991 – Michel Manoll : Actes du Colloque d’Angers (Textes réunis par G. Cesbron)
- 1997 - Michel Manoll ou l'envol de la lumière par Jacques Taurand (L'Harmattan)
- 2002 - Manoll-Cadou : une amitié en plein cœur par Jean-Claude Coiffard (Librairie blue)

### Œuvres radiophoniques

#### Évocations
- 1954 - Sur la terre comme au ciel. (Les grands ordres religieux)
- 1955 - Le livre de bord des océans
- 1956 - Bonheur des iles
- 1957 - Esquisse d'un portrait de Charles Baudelaire
- 1958 - L'imagination visionnaire
- 1960 - Max Jacob ou l'amour sacré
- 1963 - Hommage à Rilke
- 1964 - Hommage à Max Jacob
- 1967 - Les animaux savants, œuvre originale
- 1967 - Don Luis de Argote y Gongora
- 1967 - Un poète nommé Paul-Jean Toulet
- 1967 - Portrait d'un philosophe : Jacques Maritain
- 1968 - Lesage, spectateur de la Comédie humaine
- 1968 - François-René de Chateaubriand, d'après les Mémoires d'Outre-Tombe
- 1968 - Francis Jammes
- 1972 - Guillaume Apollinaire le poète assassiné
- 1973 - Le poète et son univers : René Guy Cadou
- 1974 - Le retour de l'Enfant prodigue
- 1974 - Max Jacob : 30e anniversaire de la mort du poète
- 1975 - Une abbaye au XXe siècle. Landévennec. Méditation sur le monachisme et la règle bénédictine
- 1975 - Eugénie et Maurice de Guérin
- 1977 - Grandeur et servitudes du Mont Saint-Michel

#### Entretiens, avec…
- 1950 - Blaise Cendrars
- 1952 - Paul Fort
- 1953 - Francis Carco
- 1954 - Pierre Jean Jouve
- 1954 - Alexandra David-Néel
- 1959 - Albert t'Serstevens
- 1968 - Marie Noël
- 1970 - Robert Garric
- 1975 - Germaine Tailleferre[1]

#### Adaptations
- 1952 - La lettre écarlate, d'après Hawthorne
- 1958 - Don Juan de Carcane, d'après Cervantès
- 1959 - Saint Matorel ou le siège de Jérusalem, d'après Max Jacob
- 1961 - Conversations de Goethe avec Eckermann
- 1967 - Le cabinet noir, d'après Max Jacob
- 1968 - Pleure, ô pays bien-aulé, d'après Alan Paton
- 1969 - Conversations à Sainte-Hélène
- 1970 - Bouvard et Pécuchet, d'après Flaubert
- 1971 - L'Ange de la Mort, d'après Achim Von Arnim
- 1971 - Jacques Vingtras le réfractaire, d'après Jule Vallès
- 1972 - La Montagne magique, d'après Thomas Mann
- 1973 - Le Petit Chose, d'après Alphonse Daudet
- 1974 - Les Buddenbrook, d'après Thomas Mann
- 1977 - Sous le soleil de Satan, d'après Georges Bernanos
- 1979 - Un prêtre marié, d'après Barbey d'Aurevilly
- 1980 - Chronique du règne de Charles IX, d'après Prosper Mérimée
- 1981 - La double mort de Frédéric Belot, d'après Claude Aveline, en collaboration avec l'auteur
- 1982 - Les vaillances - farces et aventures de Gaspard des Montagnes, d'après Henri Pourrat

## Distinctions
- 1950 - Prix de la Fondation Fénéon
- 1952 - Prix Marc Elder
- 1955 - Nous les Fratellini (ed. Grasset) écrit par Michel Manoll a reçu le Grand Prix du Cirque
- 1958 - Prix René Laporte
- 1961 - Grand Prix de Littérature pour la jeunesse
- 1975 - Prix Thyde Monnier
- Prix de la Radio remis par Alain Decaux - Président de la Société des Gens de Lettres - à la Sacem
- Membre du jury France-Canada
- Membre du jury du prix Max-Jacob
- Membre de l'Académie Mallarmé 1974 - Emmanuel-Flavia Léopold